# 杨家坳苗族土家族乡
杨家坳苗族土家族乡是中华人民共和国贵州省铜仁市思南县下辖的一个民族乡。

## 行政区划
杨家坳苗族土家族乡下辖以下村级行政区划单位：
关田坝社区、邵家渡村、岑头盖村、堰塘村、土井村、桅杆村、忠诚村、观音山村、水口寺村、青年台村、小丰溪村、干家山村、帅家沟村、栏杆村、王大坪村、坪上村、大盆水村、安家沟村和川塘村。

## 中国传统村落
2013年8月，岑头盖村被评为第二批中国传统村落。